# Familia noastră (film)
Familia noastră (în turcă Bizim Aile) este o tragicomedie turcească din 1976, regizată de Ergin Orbey⁠(d) după scenariul lui Sadık Șendil și produsă de Nahit Ataman. Rolurile principale sunt interpretate de actorii Münir Özkul⁠(d), Adile Nașit, Tarık Akan⁠(d), Șener Șen, Ayșen Gruda, Itır Esen⁠(d) și Halit Akçatepe⁠(d).

## Rezumat
Talat, prietenul din fabrică al lui Yașar Usta, și soția sa încearcă să-l căsătorească pe Yașar cu Melek Hanım. Aceste eforturi au succes, dar Yașar are patru copii, iar Melek alți trei. Cei șapte copii nu se pot înțelege între ei și se ciondănesc permanent.
Ferit, unul dintre fiii lui Melek Hanım, se îndrăgostește de Alev, fiica industriașului Saim Bey. Tatăl fetei nu este mulțumit de această relație și se răzbună pe Yașar și pe familia acestuia: el îl concediază mai întâi pe Yașar din serviciu și apoi îi dă afară familia din casă. În cele din urmă, Yașar Usta se întâlnește cu Saim Bey, iar tatăl lui Alev își dă seama că a făcut o greșeala lui și le restituie casa.

## Distribuție
- Münir Özkul⁠(d) — Yașar Usta
- Adile Nașit — Melek Hanım, soția lui Yașar Usta
- Tarık Akan⁠(d) — Ferit, fiul lui Melek
- Șener Șen — Șener
- Itır Esen⁠(d) — Alev, fiica lui Saim Bey, iubita lui Ferit
- Halit Akçatepe⁠(d) — Halit
- Ayșen Gruda — Feride
- Tuncay Akça⁠(d) — Tuncay
- Cengiz Nezir⁠(d) — Ferdi
- Saim Alpago⁠(d) — Saim Bey, tatăl lui Alec, industriaș bogat
- Ahmet Arıman⁠(d) — Ahmet
- Tayfun Akalın — Tayfun
- Sıtkı Akçatepe⁠(d) — Avukat
- Talat Dumanlı⁠(d) — Talat, prietenul de serviciu al lui Yașar
- Süreyya Dumanlı — Süreyya
- Nezahat Tanyeri⁠(d) — Hacer
- Selim Nașit Özcan — ofițerul de stare civilă

## Filmare

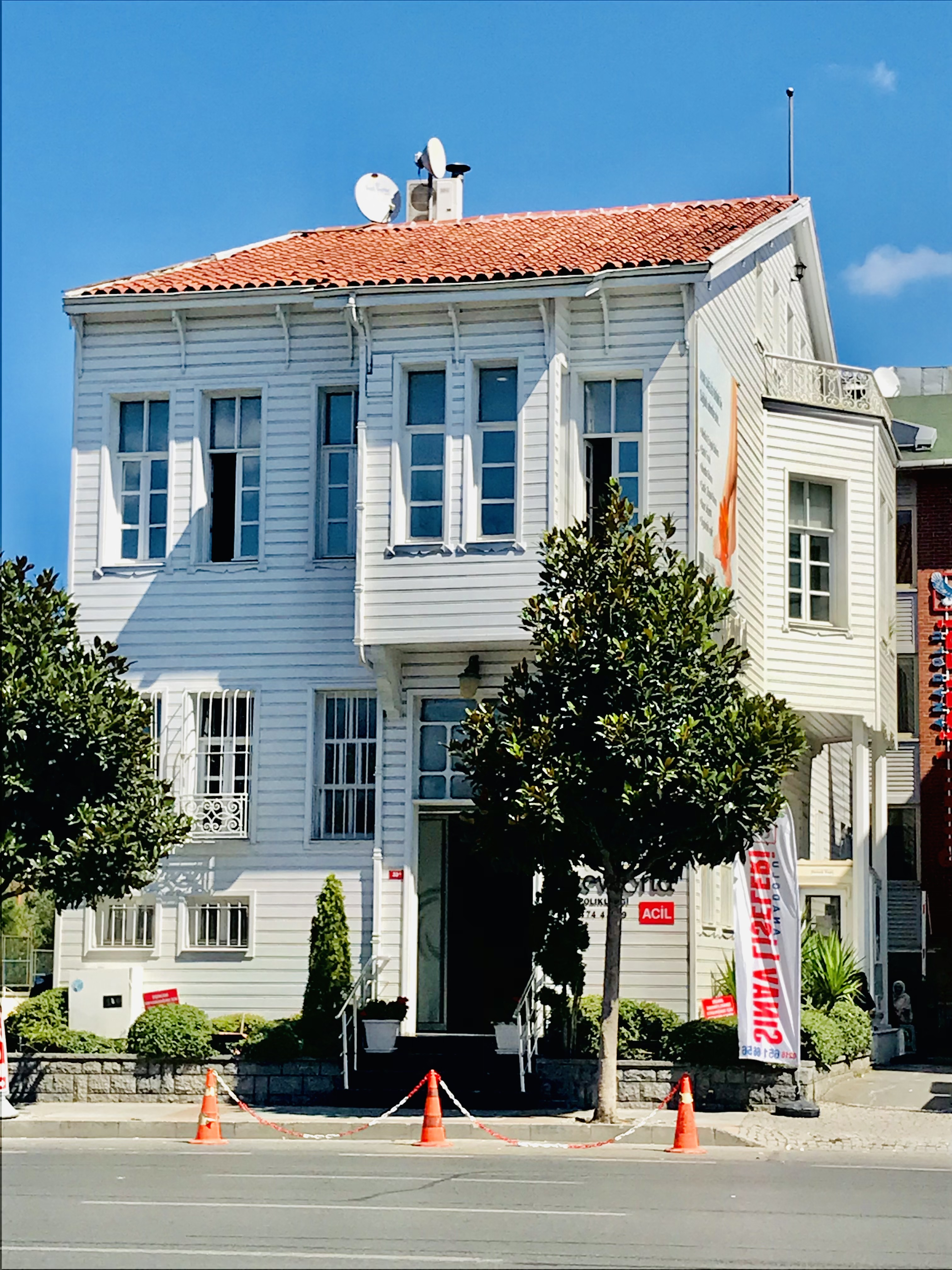
Locul principal de filmare, conacul în care locuia Melek Hanım cu copiii ei și unde s-a mutat apoi Yașar Usta cu copiii lui, se află în cartierul, districtul Üsküdar, Istanbul.

Filmările acestei producții au avut loc în orașul Istanbul. Locul principal de filmare, conacul aparținând lui Melek Hanım, unde s-a mutat Yașar Usta împreună cu copiii lui, este situat în cartierul Altunizade⁠(d) din districtul Üsküdar. Această clădire a fost folosită ca loc de filmare al mai multor producții cinematografice Yeșilçam. Conacul Said Halim Pașa din cartierul Yeniköy a fost folosit drept casa în care locuiau Alev și tatăl său, bogatul industriaș Saim Bey. Biroul în care Saim Bey are o discuție cu Yașar Usta este biroul regizorului și scenaristului Ertem Eğilmez⁠(d) din cartierul Beyoğlu.